# Mistrzostwa Świata w Narciarstwie Klasycznym 2009
Mistrzostwa Świata w Narciarstwie Klasycznym 2009 – zawody sportowe, które odbyły się w dniach od 18 lutego do 1 marca 2009 w Libercu w Czechach. Były to czwarte w historii mistrzostwa rozegrane w Czechach lub w Czechosłowacji. Wcześniej imprezę tej rangi gościły Janské Lázně (1925) oraz dwukrotnie w Wysokie Tatry (1935 i 1970). Liberec został wybrany na gospodarza zawodów w głosowaniu, w którym wygrał z Oslo (Norwegia), 11-4, na kongresie FIS-u, który odbył się 3 czerwca 2004 w Miami w USA.
Po raz pierwszy w historii na mistrzostwach odbyły się skoki narciarskie kobiet.

## Reprezentacje państw uczestniczących w mistrzostwach
W mistrzostwach wzięło udział 560 zawodników z 58 państw. Europę reprezentowało 421 sportowców z 36 krajów, Azję 70 z 11, Amerykę Płn. 41 z 2, Australię i Oceanię 18 z 2, Amerykę Płd. 7 z 4 i Afrykę 3 z 3.

Najliczniejszą ekipę wystawiła Rosja (35 sportowców). Jednoosobowe reprezentacje przysłało 11 państw (Algieria, Argentyna, Andora, Izrael, Kenia, Luksemburg, Nepal, Peru, Portugalia, RPA i Wenezuela).

Najmniejszą ekipą, która zdobyła medal na mistrzostwach była Polska (13 zawodników i 3 medale). Najliczniejszą reprezentacją, która nie zdobyła żadnego medalu był Kazachstan (22 zawodników).
W nawiasach (  ) podano liczbę reprezentantów danego kraju
| - Algieria (1) - Andora (1) - Armenia (5) - Argentyna (1) - Australia (14) - Austria (17) - Belgia (2) - Białoruś (11) - Bośnia i Hercegowina (5) - Brazylia (4) - Bułgaria (6) - Chiny (6) - Chorwacja (3) - Czechy (24) - Dania (7) - Estonia (19) - Finlandia (25) - Francja (28) - Grecja (6) - Hiszpania (4) | - Holandia (2) - Indie (3) - Irlandia (2) - Izrael (1) - Japonia (20) - Kanada (18) - Kazachstan (22) - Kenia (1) - Kirgistan (3) - Korea Południowa (2) - Litwa (4) - Luksemburg (1) - Łotwa (6) - Macedonia Północna (8) - Mołdawia (3) - Mongolia (4) - Nepal (1) - Niemcy (27) - Norwegia (32) - Nowa Zelandia (4) | - Peru (1) - Polska (13) - Portugalia (1) - Południowa Afryka (1) - Rosja (33) - Rumunia (2) - Serbia (4) - Słowacja (9) - Słowenia (16) - Stany Zjednoczone (23) - Szwajcaria (17) - Szwecja (23) - Turcja (3) - Ukraina (16) - Wenezuela (1) - Węgry (6) - Wielka Brytania (6) - Włochy (32) |

## Biegi narciarskie

### Biegi narciarskie mężczyzn
| Konkurencja                         | Data           | Złoto                                                                             | Srebro                                                                | Brąz                                                                                |
| ----------------------------------- | -------------- | --------------------------------------------------------------------------------- | --------------------------------------------------------------------- | ----------------------------------------------------------------------------------- |
| Sprint techniką dowolną             | 24 lutego 2009 | Ola Vigen Hattestad                                                               | Johan Kjølstad                                                        | Nikołaj Moriłow                                                                     |
| Sprint drużynowy techniką klasyczną | 25 lutego 2009 | Norwegia Johan Kjølstad · Ola Vigen Hattestad                                     | Niemcy Tobias Angerer · Axel Teichmann                                | Finlandia Ville Nousiainen · Sami Jauhojärvi                                        |
| 15 km techniką klasyczną            | 20 lutego 2009 | Andrus Veerpalu                                                                   | Lukáš Bauer                                                           | Matti Heikkinen                                                                     |
| Bieg łączony 30 km                  | 22 lutego 2009 | Petter Northug                                                                    | Anders Södergren                                                      | Giorgio Di Centa                                                                    |
| 50 km techniką dowolną              | 1 marca 2009   | Petter Northug                                                                    | Maksim Wylegżanin                                                     | Tobias Angerer                                                                      |
| Sztafeta 4 × 10 km                  | 27 lutego 2009 | Norwegia Eldar Rønning · Odd-Bjørn Hjelmeset · Tore Ruud Hofstad · Petter Northug | Niemcy Jens Filbrich · Tobias Angerer · Franz Göring · Axel Teichmann | Finlandia Matti Heikkinen · Sami Jauhojärvi · Teemu Kattilakoski · Ville Nousiainen |

### Biegi narciarskie kobiet
| Konkurencja                         | Data           | Złoto                                                                                 | Srebro                                                                           | Brąz                                                                  |
| ----------------------------------- | -------------- | ------------------------------------------------------------------------------------- | -------------------------------------------------------------------------------- | --------------------------------------------------------------------- |
| Sprint techniką dowolną             | 24 lutego 2009 | Arianna Follis                                                                        | Kikkan Randall                                                                   | Pirjo Muranen                                                         |
| Sprint drużynowy techniką klasyczną | 25 lutego 2009 | Finlandia Aino-Kaisa Saarinen · Virpi Kuitunen                                        | Szwecja Anna Olsson · Lina Andersson                                             | Włochy Marianna Longa · Arianna Follis                                |
| 10 km techniką klasyczną            | 19 lutego 2009 | Aino-Kaisa Saarinen                                                                   | Marianna Longa                                                                   | Justyna Kowalczyk                                                     |
| Bieg łączony 15 km                  | 21 lutego 2009 | Justyna Kowalczyk                                                                     | Kristin Størmer Steira                                                           | Aino-Kaisa Saarinen                                                   |
| 30 km techniką dowolną              | 28 lutego 2009 | Justyna Kowalczyk                                                                     | Jewgienija Miedwiediewa                                                          | Wałentyna Szewczenko                                                  |
| Sztafeta 4 × 5 km                   | 26 lutego 2009 | Finlandia Pirjo Muranen · Virpi Kuitunen · Riitta-Liisa Roponen · Aino-Kaisa Saarinen | Niemcy Katrin Zeller · Evi Sachenbacher-Stehle · Miriam Gössner · Claudia Nystad | Szwecja Lina Andersson · Britta Norgren · Anna Haag · Charlotte Kalla |

## Kombinacja norweska
| Konkurencja                        | Data           | Złoto                                                                   | Srebro                                                                   | Brąz                                                              |
| ---------------------------------- | -------------- | ----------------------------------------------------------------------- | ------------------------------------------------------------------------ | ----------------------------------------------------------------- |
| Gundersen HS 134 / 10 km           | 28 lutego 2009 | Bill Demong                                                             | Björn Kircheisen                                                         | Jason Lamy Chappuis                                               |
| HS 100 / 10 km ze startu masowego  | 20 lutego 2009 | Todd Lodwick                                                            | Tino Edelmann                                                            | Jason Lamy Chappuis                                               |
| Gundersen HS 100 / 10 km           | 22 lutego 2009 | Todd Lodwick                                                            | Jan Schmid                                                               | Bill Demong                                                       |
| HS 134 / 4 × 5 km techniką dowolną | 26 lutego 2009 | Japonia Yusuke Minato · Taihei Katō · Akito Watabe · Norihito Kobayashi | Niemcy Ronny Ackermann · Eric Frenzel · Björn Kircheisen · Tino Edelmann | Norwegia Mikko Kokslien · Petter Tande · Jan Schmid · Magnus Moan |

## Skoki narciarskie

### Skoki narciarskie mężczyzn
| Konkurencja                     | Data           | Złoto                                                                              | Srebro                                                                     | Brąz                                                                  |
| ------------------------------- | -------------- | ---------------------------------------------------------------------------------- | -------------------------------------------------------------------------- | --------------------------------------------------------------------- |
| Normalna skocznia indywidualnie | 21 lutego 2009 | Wolfgang Loitzl                                                                    | Gregor Schlierenzauer                                                      | Simon Ammann                                                          |
| Duża skocznia indywidualnie     | 27 lutego 2009 | Andreas Küttel                                                                     | Martin Schmitt                                                             | Anders Jacobsen                                                       |
| Duża skocznia drużynowo         | 28 lutego 2009 | Austria Wolfgang Loitzl · Martin Koch · Thomas Morgenstern · Gregor Schlierenzauer | Norwegia Anders Bardal · Tom Hilde · Johan Remen Evensen · Anders Jacobsen | Japonia Shōhei Tochimoto · Takanobu Okabe · Daiki Itō · Noriaki Kasai |

### Skoki narciarskie kobiet
| Konkurencja                     | Data           | Złoto       | Srebro         | Brąz         |
| ------------------------------- | -------------- | ----------- | -------------- | ------------ |
| Normalna skocznia indywidualnie | 20 lutego 2009 | Lindsey Van | Ulrike Gräßler | Anette Sagen |

## Szczegółowe wyniki
- Biegi narciarskie
- Kombinacja norweska
- Skoki narciarskie

## Klasyfikacja medalowa
| #   | Reprezentacja     | Złoto | Srebro | Brąz | Razem |
| --- | ----------------- | ----- | ------ | ---- | ----- |
| 1.  | Norwegia          | 5     | 4      | 3    | 12    |
| 2.  | Stany Zjednoczone | 4     | 1      | 1    | 6     |
| 3.  | Finlandia         | 3     | 0      | 5    | 8     |
| 4.  | Austria           | 2     | 1      | 0    | 3     |
| 5.  | Polska            | 2     | 0      | 1    | 3     |
| 6.  | Włochy            | 1     | 1      | 2    | 4     |
| 7.  | Japonia           | 1     | 0      | 1    | 2     |
| 7.  | Szwajcaria        | 1     | 0      | 1    | 2     |
| 9.  | Estonia           | 1     | 0      | 0    | 1     |
| 10. | Niemcy            | 0     | 8      | 1    | 9     |
| 11. | Szwecja           | 0     | 2      | 1    | 3     |
| 11. | Rosja             | 0     | 2      | 1    | 3     |
| 13. | Czechy            | 0     | 1      | 0    | 1     |
| 14. | Francja           | 0     | 0      | 2    | 2     |
| 15. | Ukraina           | 0     | 0      | 1    | 1     |

### Multimedaliści
Zawodnicy, którzy zdobyli przynajmniej dwa medale
| #   | Zawodnik              | Złoto | Srebro | Brąz | Razem |
| --- | --------------------- | ----- | ------ | ---- | ----- |
| 1.  | Aino-Kaisa Saarinen   | 3     | 0      | 1    | 4     |
| 2.  | Petter Northug        | 3     | 0      | 0    | 3     |
| 3.  | Justyna Kowalczyk     | 2     | 0      | 1    | 3     |
| 4.  | Ola Vigen Hattestad   | 2     | 0      | 0    | 2     |
| 4.  | Virpi Kuitunen        | 2     | 0      | 0    | 2     |
| 4.  | Wolfgang Loitzl       | 2     | 0      | 0    | 2     |
| 4.  | Todd Lodwick          | 2     | 0      | 0    | 2     |
| 8.  | Johan Kjølstad        | 1     | 1      | 0    | 2     |
| 8.  | Gregor Schlierenzauer | 1     | 1      | 0    | 2     |
| 10. | Arianna Follis        | 1     | 0      | 1    | 2     |
| 10. | Pirjo Muranen         | 1     | 0      | 1    | 2     |
| 10. | Bill Demong           | 1     | 0      | 1    | 2     |
| 13. | Tobias Angerer        | 0     | 2      | 1    | 3     |
| 14. | Axel Teichmann        | 0     | 2      | 0    | 2     |
| 14. | Björn Kircheisen      | 0     | 2      | 0    | 2     |
| 14. | Tino Edelmann         | 0     | 2      | 0    | 2     |
| 17. | Anders Jacobsen       | 0     | 1      | 1    | 2     |
| 17. | Jan Schmid            | 0     | 1      | 1    | 2     |
| 17. | Marianna Longa        | 0     | 1      | 1    | 2     |
| 17. | Lina Andersson        | 0     | 1      | 1    | 2     |
| 21. | Jason Lamy Chappuis   | 0     | 0      | 2    | 2     |
| 21. | Matti Heikkinen       | 0     | 0      | 2    | 2     |
| 21. | Ville Nousiainen      | 0     | 0      | 2    | 2     |
| 21. | Sami Jauhojärvi       | 0     | 0      | 2    | 2     |